# 松平正久
松平 正久（まつだいら まさひさ、万治2年5月7日（1659年6月26日） - 享保5年5月6日（1720年7月1日））は、江戸時代中期の大名、若年寄、奏者番。相模玉縄藩第3代藩主、上総大多喜藩初代藩主。大河内松平宗家3代。なお、祖父の正綱も、はじめ正久と名乗っている。
従五位下、はじめ弾正忠、後に備前守を称する。正室は織田長頼の娘。子に松平正貞（長男）、松平正佐（三男）、松平正武（六男）、松平正方（七男）。

## 生涯
第2代藩主松平正信の次男として生まれる。兄がいたが、正久の誕生前に夭折している。
元禄3年（1690年）4月27日、家督を継ぐ。相続時に弟の正基に3千石分与し、正基は旗本となって別家を興した。
元禄7年（1694年）2月19日に若年寄となるが、元禄9年（1696年）3月18日に不適任であるとして、奏者番に戻された。元禄16年（1703年）2月10日、上総大多喜藩に転封された。

## 系譜
父母
- 松平正信（父）
- 宗義成の娘（母）

正室
- 織田長頼の娘

側室
- 中嶋氏
- 栄林院 - 野口氏

子女
- 松平正貞（長男） 生母は中嶋氏
- 松平正佐（三男）
- 松平正武（六男）
- 松平正方（七男） 生母は栄林院